# Muntzmetall
Als Muntzmetall bezeichnet man eine Messingsorte. Sie ist nach dem englischen Industriellen George Fredrick Muntz (26. November 1794 – 30. Juli 1857) benannt, der die Legierung 1832 patentieren ließ und anschließend industriell verwertete.
Muntzmetall ist ein schmiedbares Gussmessing, das aus 60 % Kupfer, 40 % Zink und ggf. Spuren von Eisen besteht. Es wurde insbesondere eingesetzt, um hölzerne Schiffsrümpfe vor Bewuchs (Fouling) und dem Befall durch den Schiffsbohrwurm zu schützen.
Die Joh. C. Tecklenborg Werft führte das Muntzmetall in Deutschland ein und ersetzte die bis dahin zum Beplatten der Unterwasserrümpfe verwendeten Kupferplatten. Zu Ehren von G.F. Muntz wurden zwei Segelschiffe, welche durch Tecklenborg auf eigene Rechnung in den Jahren 1856 und 1875 gebaut wurden, nach ihm benannt.